# کوچوک‌سوتلوجه (اردهان)
کوچوک‌سوتلوجه (به ترکی استانبولی: Küçüksütlüce، به کردی: Xarziyana Biçûk) یک منطقهٔ مسکونی در ترکیه است که در اردهان واقع شده‌است.